# Salvador Pàniker i Alemany
Salvador Pàniker i Alemany (castellà: Salvador Pániker Alemany)  (Barcelona, 1 de març de 1927 - Barcelona, 1 d'abril de 2017) va ser un enginyer, filòsof, editor i escriptor català.
Fill de pare indi i mare catalana, va fer el batxillerat en un col·legi de jesuïtes. Era doctor en enginyeria industrial i va ser professor ajudant de metafísica a la Universitat de Barcelona. Era germà del també filòsof Raimon Panikkar i Alemany i de l'empresària i activista social Mercé Pàniker i Alemany. Va ser fundador i director de l'editorial Kairós i president de l'Associació Dret a Morir Dignament d'Espanya. A les eleccions generals espanyoles de 1977 va ser elegit diputat per Barcelona a la llista de la UCD, però poc temps després renuncià i deixà l'escó a Juan de Dios Ramírez Heredia, primer diputat d'ètnia gitana.
Va crear el concepte filosòfic de "retroprogressió". Partidari de les aproximacions híbrides i interdisciplinàries als diferents problemes humans, per a desenvolupar els seus conceptes filosòfics, ha begut tant de les fonts orientals com de la ciència moderna. Hom el considera un pensador vitalista, tot i que ell comença per assumir tot el nihilisme de la postmodernitat. Precisament la seva filosofia és una resposta a aquest nihilisme, i apunta cap a l'art d'estar dret a l'era de la complexitat i la incertesa.

## Obres
- A propósito de Sartre, la fe y los dioses (1965)
- Los signos y las cosas (1969)
- Cibernética y budismo Zen (1971)
- Aproximación al origen (1982)
- Conversaciones en Cataluña (1966)
- Conversaciones en Madrid (1969)
- Primer testamento (1985)
- Ensayos retroprogresivos (1987)
- Segunda memoria (1988)
- Filosofía y mística (1992)
- Cuaderno amarillo (2000)
- Variaciones 95 (2002)
- Asimetrías (2008)